# Micrasema vestitum
Micrasema vestitum is een schietmot uit de familie Brachycentridae. De soort komt voor in het Palearctisch gebied.